# لا ریدو
لا ریدو (انگلیسی: La Redoute) شرکت خرده‌فروشی فرانسوی است، که در سال ۱۸۳۷ تأسیس شد.